# Castilleja nubigena
Castilleja nubigena är en snyltrotsväxtart som beskrevs av Carl Sigismund Kunth. Castilleja nubigena ingår i släktet målarborstar, och familjen snyltrotsväxter. Inga underarter finns listade i Catalogue of Life.